# Vincenzo Spadafora

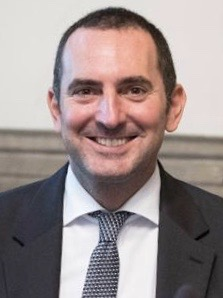
Vincenzo Spadafora (2019)

Vincenzo Spadafora (* 12. März 1974 in Afragola) ist ein italienischer Politiker. Vom 5. September 2019 bis zum 13. Februar 2021 war er italienischer Staatsminister für Jugend und Sport im Kabinett Conte II.

## Leben
Vincenzo Spadafora wurde am 12. März 1974 in Afragola in der Region Kampanien geboren. Aufgewachsen ist er im nahegelegenen Cardito. Nach seinem Schulabschluss zog er nach Rom. Dort arbeitete er beim UNO-Kinderhilfswerk UNICEF. Nach verschiedenen Erfahrungen in Nichtregierungsorganisationen wurde er 2008 Präsident von UNICEF Italien. In diesem Amt weilte er bis 2011.

## Politische Laufbahn
Seine politische Karriere startete Spadafora im Jahr 1998 als privaten Sekretär von Andrea Losco, dem damaligen Präsidenten der italienischen Region Kampanien. Zudem arbeitete er im Sekretariat der Federazione dei Verdi
bei Alfonso Pecoraro Scanio. Im Jahr 2006 wurde er Generalsekretär von Kulturminister Francesco Rutelli.
Am 29. November 2011 wurde Spadafora vom Präsidenten der Abgeordnetenkammer Gianfranco Fini und dem Präsidenten des Senats Renato Schifani zum höchsten Verantwortlichen für Kinder und Jugendliche ernannt.
2014 veröffentlichte er das Buch La terza Italia. Manifesto di un Paese che non si tira indietro - „Das dritte Italien. Manifest eines Landes, das sich nicht zurückhält“.
Anschließend kam er ins Team von Luigi Di Maio. Dort verantwortete er die institutionellen Beziehungen. 2018 wurde Spadafora für das Movimento 5 Stelle in die italienische Abgeordnetenkammer gewählt. Er trat im Wahlkreis von Casoria an und holte 59,4 % der Stimmen.
Am 12. Juni 2018 wurde er zum Unterstaatssekretär für die Präsidentschaft des Ministerrats für Chancengleichheit und Jugend im Kabinett Conte I ernannt. Bei der Ausübung dieses Amtes war er immer wieder in Streitigkeiten mit dem Familienminister Lorenzo Fontana (Lega Nord) verwickelt. Dabei ging es vor allem um den Kampf gegen Homophobie.
Ab dem 5. September 2019 war Spadafora Minister für Jugend und Sport im Kabinett Conte II. Seine Amtszeit als Minister endete am 13. Februar 2021 mit dem Amtsantritt des Kabinett Draghi, welchem er nicht mehr angehörte. Nach dem Austritt von Luigi Di Maio aus der 5-Sterne-Bewegung im Juni 2022, verließ auch Spadafora die Bewegung und schloss sich der von Di Maio ins Leben gerufenen politischen Gruppierung Insieme per il futuro (dt. Gemeinsam für die Zukunft) an.
Bei den Parlamentswahlen in Italien 2022 kandidierte er für die Liste Impegno Civico – Centro Democratico (IC-CD) im Wahlkreis Casoria sowie in einem Mehrheitswahlkreis Campania, verfehlte jedoch den Einzug ins Parlament.
Am 25. Januar 2025 gab Spadafora die Gründung der politischen Bewegung Primavera bekannt, die sich im Mitte-links-Politisches Spektrum positioniert.